# Tamás Kádár
Tamás Kádár (Veszprém, 14 de marzo de 1990) es un futbolista húngaro que juega de defensa en el MTK Budapest F. C. de la Nemzeti Bajnokság I.

## Selección nacional
Debutó con la selección de fútbol de Hungría el 17 de noviembre de 2010 en un amistoso contra la selección de fútbol de Lituania, La selección húngara ganó con un resultado favorable de 2 a 0. Ha jugado con su selección nacional en 57 ocasiones y ha anotado un gol.

## Clubes
| Club                                | País         | Año       |
| ----------------------------------- | ------------ | --------- |
| Zalaegerszegi TE                    | Hungría      | 2006-2008 |
| Newcastle United F. C.              | Inglaterra   | 2008-2012 |
| Huddersfield Town A. F. C. (cedido) | Inglaterra   | 2011      |
| Roda JC                             | Países Bajos | 2012-2013 |
| Diósgyőri VTK (cedido)              | Hungría      | 2013      |
| Diósgyőri VTK                       | Hungría      | 2013-2015 |
| Lech Poznań                         | Polonia      | 2015-2017 |
| Dinamo de Kiev                      | Ucrania      | 2017-2020 |
| Shandong Luneng Taishan             | China        | 2020-2022 |
| Tianjin Jinmen Tiger F. C.          | China        | 2021      |
| Újpest F. C.                        | Hungría      | 2022      |
| Paksi F. C.                         | Hungría      | 2022-2023 |
| MTK Budapest F. C.                  | Hungría      | 2023-     |

## Palmarés

### Campeonatos nacionales
| Título                     | Club                   | País       | Año  |
| -------------------------- | ---------------------- | ---------- | ---- |
| EFL Championship           | Newcastle United F. C. | Inglaterra | 2010 |
| Copa de la liga de Hungría | Diósgyőri VTK          | Hungría    | 2014 |
| Ekstraklasa                | Lech Poznań            | Polonia    | 2015 |
| Supercopa de Polonia       | Lech Poznań            | Polonia    | 2015 |
| Supercopa de Polonia       | Lech Poznań            | Polonia    | 2016 |
| Supercopa de Ucrania       | Dinamo de Kiev         | Ucrania    | 2018 |
| Supercopa de Ucrania       | Dinamo de Kiev         | Ucrania    | 2019 |